# Portugalska arhitektura
Portugalska arhitektura se nanaša tako na arhitekturo sodobnega ozemlja Portugalske v celinski Portugalski, na Azorih in Madeiri kot tudi na arhitekturno dediščino/dediščino portugalskih arhitektov in slogov po vsem svetu, zlasti v državah, ki so bile prej del portugalskega imperija.
Tako kot vsi vidiki portugalske kulture tudi portugalska arhitektura odraža umetniške vplive različnih kultur, ki so naseljevale Portugalsko ali prihajale v stik s portugalskim ljudstvom skozi zgodovino Portugalske, vključno z Galaci, Luzitanci, Keltiberi, Rimljani, Svebi, Vizigoti, Mavri, Goanci, Macanezi, Kristangi in mnogi drugi. Zaradi zgodovine Portugalskega imperija je več držav po svetu dom obsežne dediščine portugalske kolonialne arhitekture, zlasti Brazilija in Urugvaj v Ameriki, Angola, Cabo Verde, Sveti Tomaž in Princ, Benin, Gana, Maroko, Gvineja Bissau, Zimbabve in Mozambik v Afriki ter Kitajska, Indija, Indonezija, Malezija in Vzhodni Timor v Aziji.
V portugalski arhitekturi so skozi stoletja prevladovali različni umetniški slogi ali gibanja, vključno romanika, gotika, manuelin, portugalsko renesansa, portugalski barok, rokoko, pombalin, neomanuelin, mehki portugalski slog in sodobna arhitektura. Pomembni portugalski arhitekti preteklosti so bili Diogo de Arruda (15.–16. st.), João Antunes (17. st.), Eugénio dos Santos in Carlos Mardel (18. st.), José Luis Monteiro (19. st.), Raul Lino , Cassiano Branco in Fernando Távora (20. st.). Znani živeči arhitekti so Gonçalo Byrne, Eduardo Souto de Moura (zmagovalec Pritzkerja), António Maria Braga, João Carrilho da Graça in Álvaro Siza Vieira (zmagovalec Priktzerja).

## Zgodovina

### Megalitsko obdobje
Najzgodnejši primeri arhitekturne dejavnosti na Portugalskem izvirajo iz neolitika in so sestavljeni iz struktur, povezanih s kulturo megalita. Portugalsko zaledje je posejano z velikim številom dolmenov (imenovanih antas ali dólmens), tumulusov (mamoas) in menhirjev. Regija Alentejo je še posebej bogata z megalitskimi spomeniki, kot je znameniti Veliki Dolmen iz Zambujeira (Anta Grande do Zambujeiro), ki je blizu Évore. Stoječe kamne lahko najdemo izolirane ali tvorijo krožne nize (kamniti krogi ali kromlehi). Almendres kromleh, ki je prav tako blizu Évore, je največji na Iberskem polotoku, saj vsebuje skoraj 100 menhirjev, razporejenih v dva eliptična niza v orientaciji vzhod-zahod.

### Keltsko obdobje
Keltske predzgodovinske utrjene vasi iz bakrene dobe najdemo vzdolž reke Tajo, kot je Vila Nova de São Pedro, blizu Cartaxa, in Castro iz Zambujala, blizu Torres Vedras. Ta mesta so bila naseljena v obdobju okoli 2500–1700 pr. n. št. in so bila obdana s kamnitimi zidovi in stolpi, znakom konfliktov tistega časa.
Od okoli 6. stoletja pr. n. št. se je v severni Portugalski in v sosednji Galiciji razvila keltska kultura Castro (cultura castreja). Ta regija je bila posejana z vasmi na hribih (imenovanih citânias ali cividades), ki so večinoma še naprej obstajale pod rimsko nadvlado, ko je območje postalo vključeno v provinco Gallaecia. Pomembna arheološka najdišča Castro so Citânia de Sanfins, blizu Paços de Ferreira, Citânia de Briteiros, blizu Guimarãesa in Cividade de Terroso, blizu Póvoa do Varzim. Iz obrambnih razlogov so bila ta gradišča zgrajena na vzpetini in obdana z obroči kamnitih zidov (Terroso je imel tri zidne obroče). Hiše znotraj castrosa so dolge približno 3,5 do 5 metrov, večinoma okrogle z nekaterimi pravokotnimi, kamnitimi in slamnatimi strehami, ki so počivale na lesenem stebru v središču stavbe. Njihove ulice so nekoliko pravilne, kar kaže na neko obliko centralne organizacije. V nekaterih od njih so bile zgrajene kopeli, na primer v Briteirosu in Sanfinsu.

### Rimsko obdobje
Arhitektura se je močno razvila v 2. stoletju pred našim štetjem s prihodom Rimljanov, ki so Iberski polotok imenovali Hispanija. Osvojena naselja in vasi so pogosto modernizirali po rimskih vzorih z izgradnjo foruma, ulic, gledališč, templjev, kopališč, akvaduktov in drugih javnih stavb. Zgrajen je bil učinkovit niz cest in mostov, ki so povezovali mesta in druga naselja.
Braga (Bracara Augusta) je bila glavno mesto province Gallaecia in ima še vedno ostanke javnih kopališč, javnega vodnjaka (imenovanega Idol's Fountain) in gledališča. Évora se ponaša z dobro ohranjenim rimskim templjem, verjetno posvečenim kultu cesarja Avgusta. Rimski most prečka reko Tâmega pri mestu Chaves (Aquae Flaviae). Lizbona (Olissipo) ima ostanke gledališča v soseski Alfama.
Najbolje ohranjeni ostanki rimske vasi so Conímbriga, ki je blizu Coimbre. Izkopavanja so razkrila mestno obzidje, terme, forum, akvadukt, amfiteater in hiše za meščane (insula), pa tudi razkošne dvorce (domus) z osrednjimi dvorišči, okrašenimi z mozaiki. Druga pomembna izkopana rimska vas je Miróbriga, blizu Santiaga do Cacéma, z dobro ohranjenim rimskim templjem, kopališči, mostom in ostanki edinega rimskega hipodroma, znanega na Portugalskem.
V zaledju so premožni Rimljani ustanovili villae, podeželske hiše, namenjene poljedelstvu. Številne vile so vsebovale objekte, kot so kopeli, in so bile okrašene z mozaiki in slikami. Pomembna mesta so Villae of Pisões (blizu Beja), Torre de Palma (blizu Monforte) in Centum Cellas (blizu Belmonte). Na slednjem so dobro ohranjene ruševine trinadstropnega stolpa, ki je bil del rezidence lastnika vile.

### Predromanika in vizigotsko obdobje
Rimsko nadvlado v Hispaniji so končali vpadi germanskih ljudstev (zlasti Svebov in Vizigotov) v 5. stoletju našega štetja. Iz obdobja vizigotske nadvlade (okoli 580–770) je ohranjenih zelo malo stavb, ki so bile večinoma spremenjene v naslednjih stoletjih. Ena od teh je majhna kapela Saint Frutuoso v bližini Brage, ki je bila del vizigotskega samostana, zgrajenega v 7. stoletju. Stavba ima tloris grškega križa s pravokotnimi kraki in osrednjo kupolo; tako kupola kot kraki kapele so okrašeni z ločnimi reliefi. Kapela kaže jasne vplive bizantinskih zgradb, kot je mavzolej Gale Placidije v Raveni.
Po letu 711, v obdobju prevlade Mavrov na Iberskem polotoku, je bila krščanska kraljevina Asturija (okoli 711–910), ki je bila na severnem delu polotoka, središče upora (glej Rekonkvista). Poleg tega je veliko kristjanov (Mozarabcev) živelo na mavrskih ozemljih in jim je bilo dovoljeno prakticirati svojo vero in graditi cerkve. Asturijska arhitektura in mozarabska umetnost sta vplivali na krščanske stavbe na bodočem portugalskem ozemlju, kar je razvidno iz nekaj struktur, ki so preživele iz tega obdobja. Najpomembnejša med njimi je cerkev São Pedro de Lourosa v bližini bolnišnice Oliveira do, na kateri je napis, ki navaja 912 kot leto njene izgradnje. Cerkev je bazilika s tremi ladjami, ločenimi s podkvastimi loki, z narteksom na fasadi in stebričastimi podkvastimi okni asturijskega vpliva na osrednji ladji.
Druge predromanske cerkve, ki se na splošno pripisujejo mešanici asturijskih in mozarabskih značilnosti, so São Pedro de Balsemão, blizu Lamega, s tlorisom bazilike, in kapela São Gião, blizu Nazaréja, ki ju nekateri avtorji oporekajo kot stavbi vizigotskega izvora, ki je imel dodatne značilnosti, vključene v poznejši fazi. Notranji prostori teh stavb so razdeljeni z značilnimi podkvastimi loki. Vizigotska kapela sv. Frutuoza je bila prav tako spremenjena v 10. stoletju, ko so ročne kapele dobile okrogel tloris in podkvaste loke.

### Mavrsko obdobje
Vdor Mavrov iz Magreba na Iberski polotok leta 711 je končal vizigotsko oblast v Hispaniji, ki so jo prišleki imenovali Al Andaluz. Mavrska prisotnost je vplivala na umetnost in arhitekturo, zlasti v južni Portugalski, kjer je bila leta 1249 končana rekonkvista. Stavbe v tem obdobju so bile pogosto zgrajene s tehnikami nabite zemlje (taipa) in opeke, čemur je sledilo beljenje. Tradicionalne hiše v mestih in vaseh na Portugalskem imajo lahko preproste bele fasade, ki spominjajo na islamski vpliv. Nekatere južne soseske, kot je staro okrožje Alfama v Lizboni, so ohranile tloris ulic iz muslimanskih časov. Vendar pa je v nasprotju s sosednjo Španijo, zelo malo islamskih stavb na Portugalskem preživelo nedotaknjenih do danes.
Gradovi
Čeprav so številni nastali v islamskem obdobju, je bila večina portugalskih gradov po krščanski rekonkvisti obsežno preurejena.
Najbolje ohranjen je grad Silves v Silvesu, starodavni prestolnici Al-Garba, današnje regije Algarve. Grad Silves, zgrajen med 8. in 13. stoletjem, je ohranil svoje obzidje in kvadratne stolpe iz mavrskega obdobja ter cisterne iz 11. stoletja – vodne rezervoarje, ki so jih uporabljali v primeru obleganja. Staro mestno jedro – Almedino – je branilo obzidje ter več utrjenih stolpov in vrat, katerih deli so bili ohranjeni.
Drug pomemben islamski grad v Algarveju je grad Paderne, katerega porušeni zidovi pričajo o gradbeni tehniki taipa, uporabljeni pri njegovi gradnji. Tudi mavrski grad Sintra blizu Lizbone hrani nekaj ostankov obzidja in cisterno iz tistega časa. Del mavrskega obzidja je ohranjen v Lizboni (tako imenovana Cerca Velha) in Évori, mavrska mestna vrata z značilnim podkvasto obokanim profilom pa najdemo v Faru in Elvasu.
Mošeje
Med muslimansko prevlado je bilo na portugalskem ozemlju zgrajenih veliko mošej, vendar so bile skoraj vse uničene ali spremenjene v cerkve in stolnice. Edini jasen primer nekdanje mošeje na Portugalskem je današnja glavna cerkev Mértola, prvotno mošeja Mértola, zgrajena v 12. stoletju. Ko je bila vas ponovno zavzeta, so mošejo delno spremenili in preuredili v cerkev. Notranjost ima tloris skoraj kvadratne oblike s 4 ladjami in skupno 12 stebri, ki podpirajo kasnejši manuelinski rebrasti obok iz 16. stoletja, spremembe strehe in odstranitev ladij pa so strukturi dodale krščanske arhitekturne značilnosti. Kljub spremembam prvotna labirintna notranjost s svojim "gozdom" stebrov, tremi podkvastimi loki z alfizom, notranjo steno z okrašeno nišo, mihrabom, ki kaže na Meko, vse kaže iste sodobne islamske značilnosti, ki jih najdemo v Španiji in Mahgrebu.

### Portugalski romanski slog
Romanski slog je bil uveden na Portugalskem med koncem 11. in začetkom 12. stoletja. Najvplivnejši od prvih portugalskih romanskih spomenikov sta bila stolnica v Bragi in samostan Rates. Stolnico v Bragi je leta 1070 obnovil škof Pedro in jo posvetil leta 1089, čeprav je bila takrat dokončana le apsida. Škofov ambiciozen načrt je bil zgraditi romarsko triladijsko cerkev, ambulatorijem in velikim transeptom. Relikvija tega zgodnjega projekta je morda majhna vzhodna kapela, ki je danes zunaj same cerkve.
Gradbena dejavnost se je pospešila po letu 1095, ko je grof Henrik prevzel Condado Portucalense (grofija Portugalska). Grof Henrik je prišel na Portugalsko s številnimi plemiči in tudi benediktinskimi menihi opatije Cluny, ki jo je vodil Henrikov brat Hugh. Benediktinci in drugi verski redovi so dali velik zagon romanski arhitekturi v celotnem 12. stoletju. Grof Henrik je sponzoriral gradnjo samostana Rates (začetek leta 1096), enega temeljnih del prve portugalske romanike, čeprav je bil projekt v 12. stoletju večkrat spremenjen. Zaradi pomembnosti njegove arhitekture in kipov z različnimi arhitekturnimi vplivi je ta tempelj študija primera, ki se odraža v produkciji nadaljnje romanske umetnosti nastajajočega kraljestva Portugalske.
Čaščenja Brage in Ratesa so bila zelo vplivna na severnem Portugalskem. Ohranjene romanske samostanske cerkve iz 12. stoletja so v Manhenteju (blizu Barcelosa) s portalom iz okoli leta 1117; Rio Mau (blizu Vila do Conde); z izjemno apsido iz leta 1151; Travanca (pri Amarante); Paço de Sousa (blizu Penafiela); Bravães (blizu Ponte da Barca), Pombeiro (blizu Felgueirasa) in mnoge druge.
Širjenje romanike na Portugalskem je potekalo po poti sever-jug rekonkviste, zlasti med vladavino Afonsa Henriquesa, sina grofa Henrika in prvega kralja Portugalske. V Coimbri je Afonso Henriques ustvaril samostan sv. Križa, enega najpomembnejših samostanskih temeljev tistega časa, čeprav je sedanja stavba rezultat predelave v 16. stoletju. Afonso Henriques in njegovi nasledniki so tudi sponzorirali gradnjo številnih stolnic v škofovskih sedežih v državi. Ta generacija romanskih stolnic je vključevala že omenjeno Brago, Porto, Coimbro, Viseu, Lamego in Lizbono.
Vse portugalske romanske stolnice so bile pozneje obsežno spremenjene z izjemo stolnice v Coimbri (začetek leta 1162), ki je ostala nespremenjena. Stara stolnica v Coimbri je cerkev v tlorisu latinskega križa, triladijska, s transeptom s kratkimi kraki in tremi vzhodnimi kapelami. Osrednja ladja je prekrita s kamnitim banjastim obokom, medtem ko so stranske ladje pokrite z dimeljskimi oboki. Drugo nadstropje osrednje ladje ima obokano galerijo (triforij), križišče pa je zaključeno s kupolo. Ta splošna shema je sorodna shemi stolnice Santiago de Compostela v Galiciji, čeprav je stavba v Coimbri veliko manj ambiciozna.
Lizbonska stolnica (začetek okoli leta 1147) je zelo podobna stolnici v Coimbri, le da zahodno fasado obdajata dva masivna stolpa, kar je značilnost drugih stolnic, kot sta Porto in Viseu. Na splošno so imele portugalske stolnice težek videz, podoben trdnjavi, s prsobrani in malo okrasja, razen portalov in oken.
Izjemna sakralna romanska stavba je Okrogla cerkev (Rotunda) v gradu Tomar, ki so jo v drugi polovici 12. stoletja zgradili vitezi templjarji. Cerkev je okrogla struktura z osrednjim obokanim osmerokotom in je bila verjetno oblikovana po Kupoli na skali v Jeruzalemu, za katero so križarji zmotno verjeli, da je ostanek Salomonovega templja. Bazilika Božjega groba, Jeruzalem je morda tudi služila kot model.
Gradovi
Težavni časi portugalske rekonkviste so pomenili, da je bilo treba zgraditi veliko gradov za zaščito vasi pred napadi Mavrov in Kastiljcev. Kralj Afonso Henriques je sponzoriral gradnjo številnih utrdb (pogosto preoblikoval mavrske gradove, kot je Lizbonski grad) in podelil zemljo vojaškim redom – zlasti vitezom templjarjem in vitezom hospitalcem – ki so postali odgovorni za obrambo meja in vasi. Templjarski vitezi so zgradili več trdnjav vzdolž reke Tajo, kot so gradovi Pombal, Tomar ter Belver in Almourol. Pripisujejo jim, da so v portugalsko vojaško arhitekturo uvedli utrdbo.

### Gotsko obdobje
Gotsko arhitekturo je na Portugalsko prinesel cistercijanski red. Prva popolnoma gotska stavba na Portugalskem je cerkev samostana Alcobaça, veličasten primer jasnih in preprostih arhitekturnih oblik, ki so jih imeli radi cistercijanci. Cerkev je bila zgrajena med letoma 1178 in 1252 v treh fazah in zdi se, da jo je navdihnil samostan Clairvaux v Šampanji. Njene tri ladje so zelo visoke in vitke, kar daje izjemen vtis višine. Celotna cerkev je pokrita z rebrastimi oboki, glavna kapela pa ima ambulatorij in vrsto žarkastih kapel. Obok ambulatorija je zunaj podprt z zunanjimi oporniki, tipičnimi značilnostmi gotske arhitekture in novostjo tistega časa na Portugalskem.
Po ustanovitvi Alcobaçe so gotski slog širili predvsem beraški redovi (predvsem frančiškani, avguštinci in dominikanci). V 13. in 14. stoletju je bilo v mestnih središčih ustanovljenih več samostanov, pomembne primere najdemo v Portu (cerkev São Francisco), Coimbri (samostan Santa Clara-a-Velha), Guimarães (São Francisco, São Domingos), Santarém (São Francisco, Santa Clara), Elvas (São Domingos), Lizbona (ruševine samostana Carmo) in številni drugi kraji. Baraške gotske cerkve so bile običajno triladijske, pokrite z leseno streho, in z apsido s tremi kapelami, pokritimi z rebrastimi oboki. Te cerkve so tudi brez stolpov in večinoma brez arhitekturnega okrasja, v skladu z beraškimi ideali. Beraška gotika je bila sprejeta tudi v več župnijskih cerkvah, zgrajenih po vsej državi, na primer v Sintri (Santa Maria), Mafri, Lourinhã in Loulé.
Številne romanske stolnice so bile posodobljene z gotskimi elementi. Tako romansko ladjo stolnice v Portu podpirajo zunanji oporniki, ki so bili eni prvih zgrajenih na Portugalskem (začetek 13. stoletja). Apsida Lizbonske stolnice je bila popolnoma predelana v prvi polovici 14. stoletja, ko je dobila gotski ambulatorij, ki jo osvetljuje svetlobno nadstropje (visoka vrsta oken v zgornjem nadstropju). Ambulatorij ima vrsto žarkastih kapel, osvetljenih z velikimi okni, ki so v kontrastu s temno romansko ladjo stolnice.
Pomembna prehodna stavba je stolnica v Évori, zgrajena v 13. stoletju; čeprav se njen tloris, fasada in višina zgledujejo po Lizbonski stolnici, so njene oblike (loki, okna, oboki) že gotski. Številne gotske cerkve so ohranile videz utrdb iz romanskih časov, na primer že omenjena stolnica v Évori, cerkev samostana Leça do Balio (14. stoletje) blizu Matosinhosa in celo do 15. stoletja z glavno cerkvijo Viana do Castelo.
Zgrajenih je bilo več gotskih samostanov, ki jih je še vedno mogoče najti v stolnicah v Portu, Lizboni in Évori (vsi iz 14. stoletja), pa tudi v samostanih, kot so Alcobaça, Santo Tirso in samostan Kristusovega reda.
V začetku 15. stoletja je gradnja samostana Batalha, ki ga je sponzoriral kralj Ivan I. Portugalski, vodila do prenove portugalske gotike. Po letu 1402 so bila dela zaupana mojstru Huguetu neznanega izvora, ki je v projekt uvedel razkošni gotski slog. Celotna stavba je okrašena z gotskimi fialami, reliefi, velikimi okni z zapletenimi krogovičji in dovršenimi nazobčanji. Glavni portal ima niz arhivolt, okrašenih z množico kipov, medtem ko ima timpanon relief, ki prikazuje Kristusa in evangeliste. Ustanoviteljeva kapela in kapiteljska hiša imata dovršen zvezdasto rebrast obok, ki ga na Portugalskem do takrat niso poznali. Batalha je vplivala na delavnice iz 15. stoletja, kot so tiste v stolnici Guarda, stolnici Silves in samostanih v Beji (Nossa Senhora da Conceição) in Santarému (Convento da Graça).
Druga gotska različica je bila tako imenovana mudéjar-gotika, moda, ki se je razvila na Portugalskem proti koncu 15. stoletja, zlasti v južni regiji Alentejo. Ime Mudéjar se nanaša na vpliv islamske umetnosti v krščanskih kraljestvih Iberskega polotoka, zlasti v srednjem veku. V Alenteju je vpliv mudéjarja v več stavbah očiten v profilu oken in portalov, pogosto s podkvastimi loki in stebričkom, krožnimi stolpiči s stožčastimi vrhovi, islamskimi merloni itd., pa tudi v okrasju iz ploščic (azulejo). Primeri so portik cerkve sv. Frančiška v Évori, dvorišče narodne palače Sintra in več cerkva in palač v Évori, Elvasu, Arraiolosu, Beji itd. Múdejar se je sčasoma predal manuelinskemu slogu v začetku 16. stoletja.
Gradovi in palače
V dobi gotike je bilo treba zgraditi ali okrepiti več gradov, zlasti ob meji s kraljestvom Kastilija. V primerjavi s prejšnjimi gradovi so imeli gotski gradovi na Portugalskem običajno več stolpov, pogosto krožnega ali polkrožnega tlorisa (za povečanje odpornosti na izstrelke), stolpi so bili po navadi poligonalni, grajska vrata pa so bila pogosto zaščitena s parom bočnih stolpov. Druga, nižja stenska kurtina (barbakani) je bila pogosto zgrajena vzdolž oboda glavnega obzidja, da bi preprečila, da bi se vojni stroji približali gradu. Razširjene so postale tudi funkcije, kot so mašikule in izboljšane reže za puščice.
Z začetkom v 14. stoletju so stolpi postali večji in bolj prefinjeni, z rebrastimi oboki in objekti, kot so kamini. Stolpi bivalno-obrambnih gradov z izboljšanimi bivalnimi značilnostmi najdemo v gradovih Beja, Estremoz in Bragança, medtem ko so nekateri kasnejši gradovi (15. stoletje) postali prave palače, kot so tisti v Penedonu, Ourému in Porto de Mósu. Najpomembnejši primer je grad Leiria, ki ga je kralj Ivan I. spremenil v kraljevo palačo. Nekateri prostori palače so okrašeni s čudovitimi gotskimi ložami, s katerih sta lahko kralj in kraljica ogledovala okoliško pokrajino.

### Manuelinski slog
Manuelinski slog ali portugalska pozna gotika je razkošen, sestavljen portugalski slog arhitekturnega okrasja iz prvih desetletij 16. stoletja, ki vključuje pomorske elemente in predstavitve odkritij, prinesenih s potovanj Vasca da Game in Pedra Álvaresa Cabrala. Ta inovativni slog sintetizira vidike poznogotske arhitekture z vplivi španskega sloga plateresco, mudéjarja, italijanske urbane arhitekture in flamskih elementov. Označuje prehod iz poznogotske v renesančno arhitekturo. Gradnja cerkva in samostanov v manuelinskem slogu, zlasti v Liozu ali kraljevi kamen, je bila v veliki meri financirana z izkupičkom donosne trgovine z začimbami z Afriko in Indijo.
Čeprav obdobje tega sloga ni trajalo dolgo (od 1490 do 1520), je igralo pomembno vlogo v razvoju portugalske umetnosti. Vpliv sloga je preživel kralja. Ob praznovanju nove pomorske moči se je manifestirala v arhitekturi (cerkve, samostani, palače, gradovi) in se razširila v druge umetnosti, kot so kiparstvo, slikarstvo, umetnine iz plemenitih kovin, fajansa in pohištvo.
Prva znana stavba v manuelinskem slogu je samostan Jezusa Setubalskega. Samostansko cerkev je od leta 1490 do 1510 zgradil Diogo Boitac, arhitekt, ki velja za enega glavnih ustvarjalcev sloga. Cerkev ima tri enako visoke ladje, ki razkrivajo poskus poenotenja notranjega prostora, ki doseže vrhunec v ladji cerkve samostana Jerónimos v Lizboni, ki jo je v 1520-ih dokončal arhitekt João de Castilho.
Ladja samostana Setúbal je podprta s spiralnimi stebri, tipično manuelinsko značilnostjo, ki jo najdemo tudi v ladji stolnice Guarda in župnijskih cerkvah Olivenza, Freixo de Espada à Cinta, Montemor-o-Velho in drugih. Manuelinske stavbe imajo običajno tudi izdelane portale s spiralnimi stebri, nišami in polne renesančnih in gotskih okrasnih motivov, kot v samostanu Jerónimos, samostanu Santa Cruz v Coimbri in mnogih drugih.

### Portugalska renesansa
Sprejetje strogega renesančnega sloga se na Portugalskem ni dobro prijelo. Uvedel ga je francoski arhitekt leta 1517, od leta 1530 naprej pa so ga večinoma izvajali tuji arhitekti in se je zato imenoval estrangeirada (pod vplivom tujine). V kasnejših letih se je ta slog počasi razvil v manierizem. Slikar in arhitekt Francisco de Holanda, pisec knjige Diálogos da Pintura Antiga ('Dialogi o starodavnem slikarstvu'), je v tej razpravi razširil osnove tega novega sloga.
Bazilika Nossa Senhora da Conceição v Tomarju je bila ena najzgodnejših cerkva v čistem renesančnem slogu. Začel jo je graditi kastiljski arhitekt Diogo de Torralva v obdobju 1532–1540. Njegova lepa in jasna arhitektura jo spremeni v eno najboljših zgodnjerenesančnih stavb na Portugalskem. Majhna cerkev Bom Jesus de Valverde, južno od Évore, ki jo pripisujejo Manuelu Piresu in Diogu de Torralvi, je še en zgodnji primer.
Najimenitnejši primer tega sloga je Claustro de D. João III. (samostan Ivana III.) v samostanu Kristusovega reda v Tomarju. Začel se je pod portugalskim kraljem Ivanom III., dokončal pa se je med vladavino Filipa I. Portugalskega (tudi španskega kralja pod imenom Filip II. Španski). Prvi arhitekt je bil Španec Diogo de Torralva, ki je delo začel leta 1557, končal pa ga je leta 1591 arhitekt Filipa II., Italijan Filippo Terzi. Ta veličasten dvonadstropni križni hodnik velja za enega najpomembnejših primerov manieristične arhitekture na Portugalskem.
Vendar je bil najbolj znan portugalski arhitekt v tem obdobju Afonso Álvares, čigar dela vključujejo stolnice v Leiriji (1551–1574), Portalegru (začetek leta 1556) in cerkev São Roque v Lizboni. V tem obdobju se je razvil v manieristični slog.
To zadnjo cerkev je dokončal jezuitski arhitekt, Italijan Filippo Terzi, ki je zgradil tudi jezuitski kolegij v Évori, samostan São Vicente de Fora v Lizboni in škofovsko palačo v Coimbri. Imel je ogromno proizvodnjo in je poleg cerkva zgradil tudi več akvaduktov in trdnjav.
Za njim je prišlo več portugalskih arhitektov:
- Miguel de Arruda: Cerkev Marije milosti (v Évori)
- Baltasar Álvares, najbolj znan po Sé Nova v Coimbri in Igreja de São Lourenço v Portu.
- Francisco Velasquez: stolnica Mirando do Douro in načrti za samostan S. Salvador (Grijó)
- vojaški arhitekt Manuel Pires: cerkev sv. Antona v Évori.

### Manierizem
Med združitvijo Portugalske in Španije, v obdobju med letoma 1580 in 1640, se je razvil nov slog, ki ga je George Kubler imenoval Arquitecture chã (preprosta arhitektura). V osnovi manieristični slog zaznamuje tudi jasna struktura, čvrst videz z gladkimi, ravnimi površinami in zmerno razporeditvijo prostora brez pretiranega okrasja. Je radikalen prelom z dekorativnim slogom manueline. Ta poenostavljen slog, ki ga povzročajo omejena finančna sredstva, se izraža v gradnji dvoranskih cerkva in manj impresivnih stavb. V nasprotju z baročnim slogom, ki je bil že standard v Španiji, so Portugalci še naprej uporabljali preprost slog, da bi izrazili svojo ločeno identiteto kot ljudstvo.
Ko je kralj Filip II. leta 1619 opravil svoj veseli vstop v Lizbono, so v flamskem slogu Hansa Vredemana de Vriesa postavili več začasnih slavolokov. Literatura Wendla Dietterlina je prav tako povečala zanimanje za flamsko baročno arhitekturo in umetnost. Ta vpliv je viden na fasadi cerkve S Lourenço ali Grilos v Portu, ki jo je leta 1622 začel graditi Baltasar Alvares.
Eden najbolj spektakularnih podvigov pa je bila gradnja kapele sv. Janeza Krstnika v Rimu z edinim namenom pridobiti blagoslov papeža Benedikta XIV. za to kapelo. Kapelo je zasnoval Luigi Vanvitelli leta 1742, zgradil pa jo je Nicola Salvi v cerkvi S. Antonio dei Portoghesi. Po blagoslovu so kapelo razstavili in prepeljali v Lizbono. Ponovno so jo sestavili leta 1747 v cerkvi S Roque. Bogato je okrašena s porfirjem, najredkejšimi marmorji in dragimi kamni. Njena zasnova že napoveduje klasično oživitev.
José Fernandes Pereira je prvo obdobje od 1651 do 1690 opredelil kot obdobje eksperimentiranja. V tem obdobju se je pojavila kombinacija azulejos in uporaba izrezljanega pozlačenega lesa (talha dourada) na oltarjih in stropih.
Druga dela v tem obdobju so:
- Baltasar Alvares je zgradil nekaj najbolj impresivnih primerov v tem slogu: Sé Nova iz Coimbre (1598–1640), cerkev S. Lourenço ali Grilos v Portu (začeta leta 1614) in cerkev S. Antão v Lizboni (1613–1656; zdaj uničena).
- Drugi primeri so številne benediktinske gradnje v tem obdobju, kot je prenova samostana Tibães in samostana São Bento (danes portugalski parlament), ki jo je izvedel João Turriano.
- Francisco de Mora je zasnoval samostan Nossa Senhora dos Remédios (Évora) za red bosih karmeličank (1601–1614)
- Cerkev Senhor da Cruz v Barcelosu, ki jo je zgradil João Antunes v letih 1701–1704, je nenavaden eksperiment zaradi načrta štiriperesne deteljice.
- Pedro Nunes Tinoco je leta 1616 zasnoval cerkev S Marta (Lizbona) za red klaris.

### Baročna arhitektura
Baročna arhitektura na Portugalskem uživa zelo poseben položaj in drugačno časovno premico od preostale Evrope. Pogojuje ga več političnih, umetniških in ekonomskih dejavnikov, ki izvirajo iz več faz, ter različnih vrst zunanjih vplivov, kar ima za posledico edinstveno mešanico.
Leto 1697 je pomembno leto za portugalsko arhitekturo. Tistega leta so v Minas Geraisu v Braziliji našli zlato, dragulje in kasneje diamante. Raziskovanje rudarstva je močno nadzorovala portugalska krona, ki je uvedla visoke davke na vse pridobljeno (ena petina vsega zlata bi šla kroni). Zaradi teh ogromnih prihodkov je Portugalska v 18. stoletju napredovala in postala najbogatejša država v Evropi.
V času vladavine kralja Ivana V. je barok na Portugalskem doživel povsem novo obdobje sijaja in bogastva. Kljub uničenju, ki ga je povzročil potres leta 1755, je kakovost stavb, ki so preživele do danes, še vedno impresivna. Palača Ribeira, kraljeva kapela (obe uničeni v potresu) in narodna palača Mafra so glavna kraljeva dela. Akvadukt Águas Livres prinaša vodo v Lizbono na razdalji 11,18 milj, s poudarkom na odseku nad dolino Alcântara zaradi monumentalnosti mogočnih lokov. Vendar pa so po vsej državi v večjih ali manjših delih še vedno vidni znaki pompa tistega časa. Pozlačeni lesorez je zaradi pomena in bogastva okrasja dobil nacionalne značilnosti. Velik razvoj so doživeli tudi slikarstvo, kiparstvo, krasilna umetnost in polaganje ploščic.
Narodna palača Mafra je ena najbolj razkošnih baročnih stavb na Portugalskem. Ta monumentalni kompleks palače, samostana in cerkve je celo večji od El Escoriala, ogromne španske kraljeve palače iz 16. stoletja severno od Madrida, da bi poudarila simbolično potrditev njegove moči. Kralj je za arhitekta imenoval Johanna Friedricha Ludwiga (na Portugalskem poznanega kot João Frederico Ludovice). Ta nemški zlatar je pridobil nekaj izkušenj kot arhitekt, ko je delal za jezuite v Rimu. Njegov načrt za palačo je sinteza bazilike svetega Petra v Vatikanu, jezuitske cerkve sv. Ignacija v Rimu in palače Montecitorio v Rimu, ki jo je zasnoval Gian Lorenzo Bernini.
Ta zasnova je bila v skladu s kraljevo željo po posnemanju Večnega mesta in z njegovo ambicijo ustanoviti 'drugi Rim' ob reki Tajo. Njegovi odposlanci v Rimu so morali kralju posredovati makete in tlorise številnih rimskih spomenikov.
Ena od teh je bila patriarhalna palača v Lizboni. Piemontskega arhitekta Filippa Juvarra so pripeljali v Lizbono, da bi pripravil načrte. Toda tudi ta projekt je omilil, ker je Juvarra ostal le nekaj mesecev in odšel – zaradi prekinitve pogodbe – v London.
Druge pomembne konstrukcije so bile:
- 1729–1748 : akvadukt Águas Livres v Lizboni (Manuel da Maia, Antonio Canevari in Custódio Vieira), ki so ga sodobniki opisali kot »največje delo po Rimljanih«. Lizboni je zagotovil vodo, pa tudi številne nove monumentalne fontane, ki jih je zgradil Madžar Carlos Mardel
- 1728–1732 : Quinta de S Antão do Tojal (italijanski arhitekt Antonio Canevari)
- 1755 (dokončano) : Ópera do Tejo (uničena kasneje istega leta) (Giovanni Carlo Sicinio-Bibiena)
- (dokončana leta 1750) Palača Necessidades (avtorji Eugénio dos Santos, Custodio Vieira, Manuel da Costa Negreiros in Caetano Tomas de Sousa)

### Rokoko
Rokokojska arhitektura je na Portugalsko vstopila prek severa, Lizbona pa je zaradi dvorne pompoznosti ostala v baroku. Gre za arhitekturo, ki sledi mednarodnemu okusu dekoracije in ima zaradi kontrasta med temnim granitom in belimi stenami jasno portugalski profil. Dekoracija je naturalistična, temelji predvsem na školjkah in listih, pa tudi na arhitekturnih elementih in kiparstvu.
Romarski kraji so postali modni, pogosto zgrajeni na grobih mestih, ki so omogočala impresivna stopnišča velikega scenografskega učinka. André Soares je delal v regiji Braga in med mnogimi drugimi izdelal nekaj glavnih primerov, kot so svetišče Falperra, cerkev Congregados, mestna hiša Braga in Casa do Raio. Število stavb in arhitektov je veliko in ker je severu Portugalske prizanesel uničujoč lizbonski potres leta 1755, je veliko stavb ohranjenih.
V severnem delu Portugalske se je razvil drugačen in bolj bujen baročni slog z nekaj rokokojskih primesmi, ki je bolj spominjal na srednjeevropski slog. Italijanski arhitekt Nicolau Nasoni je zasnoval cerkev in spektakularen granitni stolp São Pedro dos Clérigos v Portu. Eden njegovih naslednikov je bil slikar in arhitekt José de Figueiredo Seixas, ki je bil eden njegovih učencev. Svetišče Bom Jesus do Monte pri Bragi, ki ga je zgradil arhitekt Carlos Luis Ferreira Amarante, je izjemen primer romarskega kraja z monumentalnim, kaskadnim baročnim stopniščem, ki se vzpenja 116 metrov. Ta zadnji primer že kaže premik v slogu v neoklasicizem.
Palácio do Raio (André Soares) je izjemna baročno-rokokojska urbana palača z bogato okrašeno fasado v Bragi. V tem obdobju je bilo zgrajenih več podeželskih hiš in dvorcev v poznobaročnem slogu. Tipični primeri so domovi družine Lobo-Machado (v Guimarãesu), Malheiro (Viana do Castelo) in Mateus (Vila Real).

### Pombalov slog
Lizbonski potres (1755) ter cunami in požari, ki so mu sledili, so uničili številne stavbe v Lizboni. Jožef I. Portugalski in njegov predsednik vlade Sebastião de Melo, markiz Pombal, sta najela arhitekte in inženirje za obnovo poškodovanih delov Lizbone, vključno s središčem Pombaline.
Pombalov slog je sekularna, utilitarna arhitektura, ki jo zaznamuje pragmatizem. Sledi preprostemu slogu vojaških inženirjev, s pravilnimi, racionalnimi ureditvami, pomešanimi z rokokojskimi detajli in neoklasicističnim pristopom k strukturi. Lizbonsko okrožje Baixa sta obnovila Eugénio dos Santos in Carlos Mardel. Markiz Pombal je postavil stroge pogoje za obnovo. Arhitekturne modele so preizkusili tako, da so vojaki korakali okoli njih, da bi simulirali potres, zaradi česar je bil to eden prvih primerov potresno odporne konstrukcije. Praça do Comércio, ulica Augusta in Avenida da Liberdade so pomembni primeri te arhitekture. Praça do Comércio je dobil pravilno, racionalno ureditev v skladu z rekonstrukcijo novega središča mesta Pombaline, Baixa.
Pombalov stil arhitekture je mogoče najti tudi v Vila Real de Santo António (1773–75), novem mestu v Algarveju, ki ga je zgradil Reinaldo Manuel dos Santos. Slog je jasno viden v urbanistični ureditvi in predvsem na glavnem trgu.

### Neoklasicizem
Prihod neoklasicističnih trendov na Portugalsko je bil v veliki meri odložen zaradi prizadevanj za obnovo po lizbonskem potresu leta 1755. Bila so leta 1770, ki so začela dobo neoklasicistične arhitekture, s sočasno gradnjo kraljeve jahalne dvorane v Belému v Lizboni in bolnišnice Santo António v Portu, ki jo je izvedel John Carr. Kmalu po uvedbi v mainstream portugalsko arhitekturo sta se pojavili dve šoli neoklasicizma na Portugalskem: severna šola s sedežem v Portu in Bragi, na katero sta močno vplivala britanski neoklasicizem in paladijevska arhitektura, ter južna šola s sedežem v Lizboni, na katero so močno vplivali italijanski in kasneje francoski trendi.
Čeprav so se neoklasicistični trendi ohranili po vsej Portugalski tudi dlje od širšega evropskega obdobja neoklasicizma, je Porto ustvaril največje število arhitektov in stavb, ki so se ravnali po neoklasicističnih slogih, gibanje pa v Lizboni ni dobilo toliko podpore. Iz severne šole je bil Carlos Amarante eden najbolj priljubljenih arhitektov v Portu in Bragi, ki je zasnoval številne pomembne znamenitosti v obeh mestih, vključno z župniščem Univerze v Portu ter cerkvama Bom Jesus do Monte in Pópulo v Bragi.
Pomembna dela v severni tradiciji:
- Palácio da Bolsa v Portu, ki ga je oblikoval Joaquim da Costa Lima Júnior
- Tovarniška hiša v Portu, ki jo je zasnoval John Whitehead
- Palača Carrancas v Portu, ki jo je zasnoval Joaquim da Costa Lima Sampaio
- Bolnišnica Santo António v Portu, ki jo je zasnoval John Carr
- Cadeia da Relação v Portu, ki jo je oblikoval Eugénio dos Santos

Pomembna dela v južni tradiciji:
- Palača Ajuda v Lizboni, ki jo je zasnoval José da Costa e Silva
- Teatro Nacional de São Carlos v Lizboni, ki ga je zasnoval José da Costa e Silva
- Narodno gledališče D. Maria II v Lizboni, ki ga je zasnoval Fortunat Lodi
- Jahalnica Belém v palači Belém v Lizboni, ki jo je zasnoval Giacomo Azzolini

### Neomanuelin
Neomanuelinistični slog portugalske poznogotske manuelinske arhitekture iz poznega 16. stoletja, je bil primarni arhitekturni izraz romantike na Portugalskem zaradi svojih izrazito nacionalističnih značilnosti in zgodovine, ki je cvetela od sredine 19. stoletja do začetka 20. na Portugalskem in v Braziliji ter v manjši meri v drugih delih portugalsko govorečega sveta.
Slog, ki se je razvil v času romantičnega nacionalizma, močno vsebuje portugalske nacionalne simbole, vključno z armilarno sfero, križem Kristusovega reda in elementi portugalskega grba, pa tudi simbole portugalskih odkritij, kot so zvite vrvi, eksotično sadje in zelenjava (kot so ananas in artičoke), morske pošasti in morske rastline (kot so korale in veje alg).
Prva priznana neomanuelinska arhitekturna dela je med letoma 1839 in 1849 s stavbo palače Pena v Sintri izvedel portugalski kralj Ferdinand II.. Romantična palača, ki združuje značilnosti neomanuelina, neomudéjarja in portugalske renesanse, je Veliko neomanuelinsko okno palače Pena adaptacija velikega manuelinskega okna samostana Kristusa iz Tomarja iz 19. stoletja.
Medtem ko je neomanuelinske stavbe mogoče najti po vsej Portugalski in kolonijah, je največja koncentracija del v Lizboni, od koder je večina originalnih manuelinskih zasnov in spomenikov, ter na bližnji portugalski rivieri, zlasti v Sintri.

### Neomudéjar
Neo-mudéjar je vrsta bujne mavrske preporodne arhitekture, ki se uporablja na Iberskem polotoku in v manjši meri v Ibero-Ameriki, ki spominja na mavrsko dediščino Iberije, modo, ki je cvetela ob koncu 19.  in v začetku 20. stoletja. Priljubljenost sloga na Portugalskem je bila močno skoncentrirana v Lizboni in na portugalski rivieri ter v južnih regijah Algarve in Alentejo, saj so te imele najbolj vidno mavrsko dediščino v državi.
Tako kot oživitev neomanuelinizma so bila prva dela neomudéjarja na Portugalskem izvedena med letoma 1839 in 1849 z gradnjo palače Pena, romantične palače, ki združuje značilnosti neomanuelina, neomudéjarja in portugalske renesanse v Sintri. Sintra je kmalu postala dom drugih pomembnih neomudéjarskih posesti, kot sta palača Monserrate, ki jo je zasnoval James Thomas Knowles, in Quinta do Relógio, ki jo je zasnoval António da Fonseca Júnior, za katero so značilne pogosto fantastične, pravljične arhitekturne in okrasne značilnosti, ki so v modi v drugih deli Evrope, kot sta Avstrija in Nemčija.
Pomembna dela v Lizboni so veliki spomeniki, kot je bikoborska arena Campo Pequeno iz leta 1892, ki jo je zasnoval arhitekt António José Dias da Silva, pa tudi številna znamenita posestva, kot sta Palácio Ribeira da Cunha iz leta 1877 v okrožju Príncipe Real in Palácio Conceição iz leta 1891 da Silva, na Avenida da Liberdade.
Izraz sloga na severu Portugalske se uporablja predvsem v notranjem oblikovanju, kot je razkošna Sala Arabe v Palácio da Bolsa v Portu, ali pa je močno spremenjen in pomešan z drugimi slogi in trendi v zunanjosti stavb, kot je tovarniško skladišče Devesas v Portu.

### Arhitektura iz litega železa
Arhitektura iz litega železa, znana preprosto kot železna arhitektura v portugalščini arquitetura de ferro, se je v veliki meri začela manifestirati v zadnji četrtini 19. stoletja. Medtem ko so bili revolucionarni v smislu tehničnega napredka, strukturne celovitosti in drugih inženirskih podvigov, so slogovni trendi železne arhitekture skoraj v celoti temeljili na historicizmu in neo slogih.
Uporaba železne arhitekture je bila omejena na nekatera področja gradnje, predvsem infrastrukturne, kot so mostovi, železniške postaje in dvigala ali stavbe, pomembne za skupno dobro, kot so razstavne dvorane, mestne tržnice ali trgovski centri.
Pomembne železne strukture na Portugalskem vključujejo:
- Dvigalo Santa Justa, Lizbona
- Most Ludvika I. v Portu
- Most Marije Pije v Portu
- Mercado Ferreira Borges v Portu
- Palacio de Cristal v Portu (porušena)

### Art nouveau
Art nouveau na Portugalskem znan kot Arte Nova, se je v zgodovini Portugalske pojavil pozno in se je kratkotrajno pojavil ter cvetel predvsem med letoma 1905 in 1920. Kar zadeva mednarodne odnose, je portugalski Arte Nova bolj v skladu s šolo francoske Art Nouveau kot takratne avstrijske šole. Uporabo Arte Nova je v veliki meri razširila urbana elita portugalske aristokracije, predvsem v pristaniških mestih, kot so Lizbona, Porto in Aveiro.
Koncept, ki je opredeljeval secesijsko različico Aveira (Portugalska), imenovano Arte Nova, je bil bahavost: slog je prinesla konservativna buržoazija, ki je želela izraziti svojo moč z dekorativnimi fasadami, notranjost pa je pustila konzervativno. Druga značilnost Arte Nova je bila uporaba lokalno proizvedenih ploščic z motivi Art Nouveau.
Najbolj opazni primeri Arte Nova na Portugalskem, zunaj Aveira, so:
- Muzejska rezidenca Dr. Anastácio Gonçalves Manuela Joaquima Norte Júniorja (1904–1905) v Lizboni
- Café Majestic João Queiroz (1921) v Portu
- Knjigarna Livraria Lello Xavierja Estevesa (1906) v Portu.

Najvplivnejši umetnik Arte Nova je Francisco Augusto da Silva Rocha. Zasnoval je številne zgradbe tako v Aveiru kot v drugih mestih na Portugalskem, čeprav pravzaprav ni bil arhitekt (to je bilo običajno za Aveiro v tistem času). Eden od njih ima tako zunanjost kot notranjost v slogu Art Nouveau in zdaj gosti muzej Arte Nova – to je rezidenca Major Pessoa. Drug pomemben primer je nekdanja Cooperativa Agrícola z ročno poslikanimi ploščicami. Nekaj secesijskih skulptur je tudi na osrednjem pokopališču v Aveiru.

### Moderna arhitektura
Ena najboljših arhitekturnih šol na svetu, znana kot Escola do Porto ali šola Porto, je na Portugalskem. Njeni alumni so Fernando Távora, Álvaro Siza Vieira (dobitnik Pritzkerjeve nagrade 1992) in Eduardo Souto de Moura (dobitnik Pritzkerjeve nagrade 2011). Njena sodobna naslednica je Faculdade de Arquitectura (Šola za arhitekturo) Univerze v Portu.
Čeprav je portugalska arhitektura običajno povezana z mednarodno priznanim Alvarom Sizo, so drugi enako odgovorni za pozitivne trende v trenutni arhitekturi. »Številni portugalski arhitekti so Sizovi nasledniki, a Tavora je vsem nam dedek.« Vpliv Sizovega učitelja, Fernanda Tavore, odmeva med generacijami.
Fundação Calouste Gulbenkian, zgrajena v 1960-ih, ki so jo zasnovali Rui Atouguia, Pedro Cid in Alberto Pessoa, je eden najboljših primerov portugalske arhitekture 20. stoletja.
Na Portugalskem je omembe vreden tudi Tomás Taveira, zlasti zaradi zasnove stadiona. Drugi znani portugalski arhitekti so Pancho Guedes, Gonçalo Byrne in António Maria Braga.
Centro de Documentação da Presidência da República (Dokumentacijski arhiv predsednika Portugalske republike) Carrilha da Graçe je ena najbolje varovanih arhitekturnih skrivnosti Lizbone.
Obstaja nova generacija portugalskih arhitektov z izjemnimi deli, ki so mednarodno nagrajena. Nagrada Europe 40 Under 40, ki sta jo ustvarila Evropski center za arhitekturno umetnost, oblikovanje in urbanistične študije in Chicago Athenaeum: Muzej za arhitekturo in oblikovanje, sta Filipa Frois Almeida, Hugo Reis, Diogo Aguiar, Raulino Silva in Bruno André nagradila z Evropo Nagrada 40 Under 40.

## Regionalna arhitektura

### Azori
- Jezuitski kolegij Ponta Delgada
- Cerkev Svetega Duha (Ribeira Grande)
- Mestna vrata Ponta Delgada
- Mestna hiša Angra do Heroísmo
- Mestna hiša Ponta Delgada
- Akademija umetnosti Azorov
- Mestna hiša Ribeira Grande

### Madeira in Porto Santo
- Mestna hiša Funchal
- Tipične slamnate hiše Santane
- Trdnjava palače São Lourenço
- Muzej Quinta das Cruzes
- Cerkev São Tiago Menor, Funchal
- Largo do Phelps, Funchal
- Inštitut za vino Madeira